# CRT (motorfiets)
CRT is een Italiaans historisch merk van motorfietsen.
De bedrijfsnaam was: Ditta Cavasini & Romin, Treviso.
Dit merk produceerde van 1925 tot 1929 sportieve motorfietsen met open frames, waarin 248- en 348 cc Blackburne-kop- en zijklepmotoren werden gehangen. De voorvork was van Druid en de versnellingsbak van Burman.